# Johanniskirche (Berlin)
Die Johanniskirche ist eine von Karl Friedrich Schinkel entworfene und im Jahr 1835 eingeweihte Kirche, mehrfach erweitert und nach Kriegsschäden erneuert. Sie steht im Ortsteil Berlin-Moabit des Bezirks Mitte und gehört zu den vier Schinkelschen Vorstadtkirchen, die ursprünglich alle einen ähnlichen Bauplan hatten. Sie trägt ihren Namen nach Johannes dem Täufer. Die Evangelische Johanniskirche gehört zur Evangelischen Kirchengemeinde Berlin-Tiergarten und somit zum Kirchenkreis Berlin Stadtmitte (KKBS) der Evangelischen Kirche Berlin-Brandenburg-schlesische Oberlausitz (EKBO).
Das Gotteshaus, nach seiner Einweihung mehrfach umgebaut und erweitert, steht samt der zugehörigen kirchlichen Bauten unter Denkmalschutz.
In einem Nebengebäude der Kirche befand sich 2017–20 die Ibn-Rushd-Goethe-Moschee.

## Lage
Die Kirche hat die Adresse Alt-Moabit 23–25 und steht inmitten einer weitläufigen Grünanlage, zu der der 1865 aufgelassene ehemalige Gemeindefriedhof zählt. Das Bauwerk ist genordet, das heißt, der Altar ist nicht wie üblich im Osten der Kirche angeordnet. Der Kirchturm wurde später errichtet und ist ein Campanile, westlich vom Kirchenbau.

## Baugeschichte
Von 1832 bis 1835 wurde sie am Spandauer Heerweg, der heutigen Straße Alt-Moabit, errichtet. Am 24. Juni (dem Johannistag) 1835 fand ihre Einweihung statt. Wie auch die baugleiche Alte Nazarethkirche war das Kirchengebäude zunächst ein schlichter Backsteinbau ohne Turm. Sehr bald plante die Gemeinde eine Erweiterung, da sie rasch wuchs. Der preußische König Friedrich Wilhelm IV. beauftragte Friedrich August Stüler 1844 mit der Ausarbeitung entsprechender Pläne. Im Zeitraum 1851–1857 wurden die Pläne realisiert:

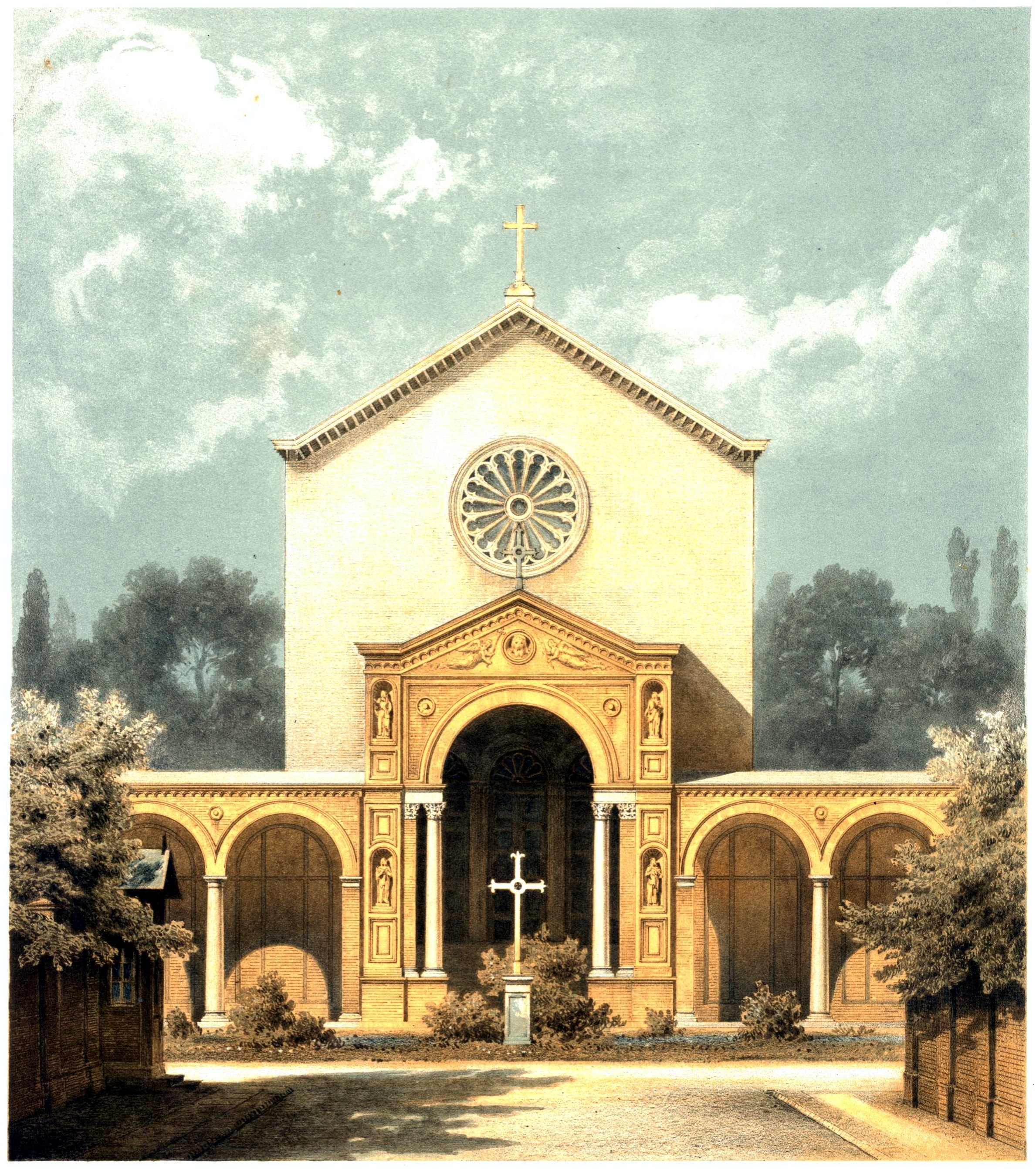
Vorhalle der Johanniskirche um 1861

In mehreren Bauabschnitten kamen die Gemeindeschule, das Pfarrhaus, der links neben der Kirche stehende 47,60 Meter hohe Campanile, die Vorhalle und der Arkadengang hinzu, was der gesamten Anlage ein italienisches Aussehen verschaffte. Im Jahr 1865 entstand noch das Küsterhaus nach Plänen des Baurats Aßmann.
Da die Kirche für die weiterhin gewachsene Gemeinde zu klein geworden war, musste sie – obwohl 1894 die Heilandskirche als weitere Predigtstätte eingeweiht worden war – vergrößert werden. Dazu fügte Max Spitta 1895/1896 das Querhaus und den neuen Chor an. Zusammen mit den Sitzmöglichkeiten auf der Emporen bot die Kirche nunmehr rund 1000 Sitzplätze.
Die Johanniskirche wurde im Zweiten Weltkrieg stark beschädigt, der Innenraum brannte während eines Luftangriffs am 23. November 1943 völlig aus. In den Jahren 1952–1957 erfolgte unter Leitung Otto Bartnings und Werry Roths (1885–1958) der Wiederaufbau des Gebäudeensembles. Dabei kamen die beiden Architekten mit dem Landeskonservator Hinnerk Scheper überein, dass die Spittasche Erweiterung zwar beibehalten werden sollte, die Wiederherstellung jedoch möglichst im Schinkelschen Sinne zu erfolgen hätte. Die Einweihung der – im Innern vereinfacht wiederhergestellten – Kirche fand am 23. Juni 1957 statt. Anstelle des Chor-Apsis-Schlusses weist das Gotteshaus nunmehr einen vierten Giebel auf, hinter dem in mehreren Etagen Gemeinderäume liegen. Dementsprechend ragt der Altarraum nur noch wenig in diesen vierten Arm der Kirche hinein. Auf der neuen Altarmensa steht eine spätgotische Triumphkreuzgruppe, die aus der im Zweiten Weltkrieg zur Ruine gewordenen Franziskaner-Klosterkirche stammt. Das Balkenkreuz, an dem der Gekreuzigte hängt, ist modern – auch stehen die Figuren näher beieinander als ursprünglich.
Die Architekten Hans C. Müller und Georg Heinrichs errichteten 1963 anstelle des 1896/1897 erbauten und 1945 ausgebrannten Gemeindehauses einen Neubau, der sich mit seiner dunklen Klinkerverblendung an den gegebenen Gebäuden orientiert.
Das Areal steht mit allen Nebengebäuden und dem Friedhof unter Denkmalschutz und liegt im Gebiet des Kirchenkreises Berlin Stadtmitte.

## Architektur

### Außen
Das gesamte Kirchengebäude hat einen kreuzförmigen Grundriss mit den Maßen 26,50 m × 15 m (Querschiff) und 51 m × 15,50 m (Langschiff). Die einschiffige Saalkirche ist ein kompakter Backsteinbau mit Satteldach.
Das dreiachsige Rundbogenportal, das aus der Erstbauzeit stammt, ist vollständig von der Vorhalle verdeckt.
Der Glockenturm ist dem Kirchengebäude südwestlich vorgesetzt. Auch er ist ein unverputztes Backsteinbauwerk, mit einem Treppenturm als quadratischer Grundriss (etwa sechs mal sechs Meter). Er passt sich mit seinem achteckigen Spitzhelm und seinem schlanken Turm dem gesamten Aussehen des Bauensembles an.
Archivolten setzen die Dienste des Gewändes fort, eine Halbrosette schmückt die Giebelfassade. Das Langhaus wird durch sieben Achsen gegliedert, von denen die erste und letzte als Treppenhaus abgesetzt sind. Jede Achse wird durch übereinander eingebaute Rundbogenfenster (unten kleine, oben große) und profilierte Gewände betont. Ein durchlaufendes Sohlbank- und Kämpfer-Gesims betont zusammen mit dem abgetreppten Dachgesims die Waagerechte.
Die Vorhalle in Form eines Palladio-Baus nach Plänen Stülers orientiert sich an den Atrien altchristlicher Basiliken. Ein Dreiecksgiebel schließt die Vorhalle ab.
Als Baumaterialien kamen heller Sandstein (Säulen und DreiviertelPilaster) zur Anwendung. Die übrigen Bauteile bestehen aus dunkel gebrannten Ziegelsteinen mit Terrakotta-Schmuck.

### Innen

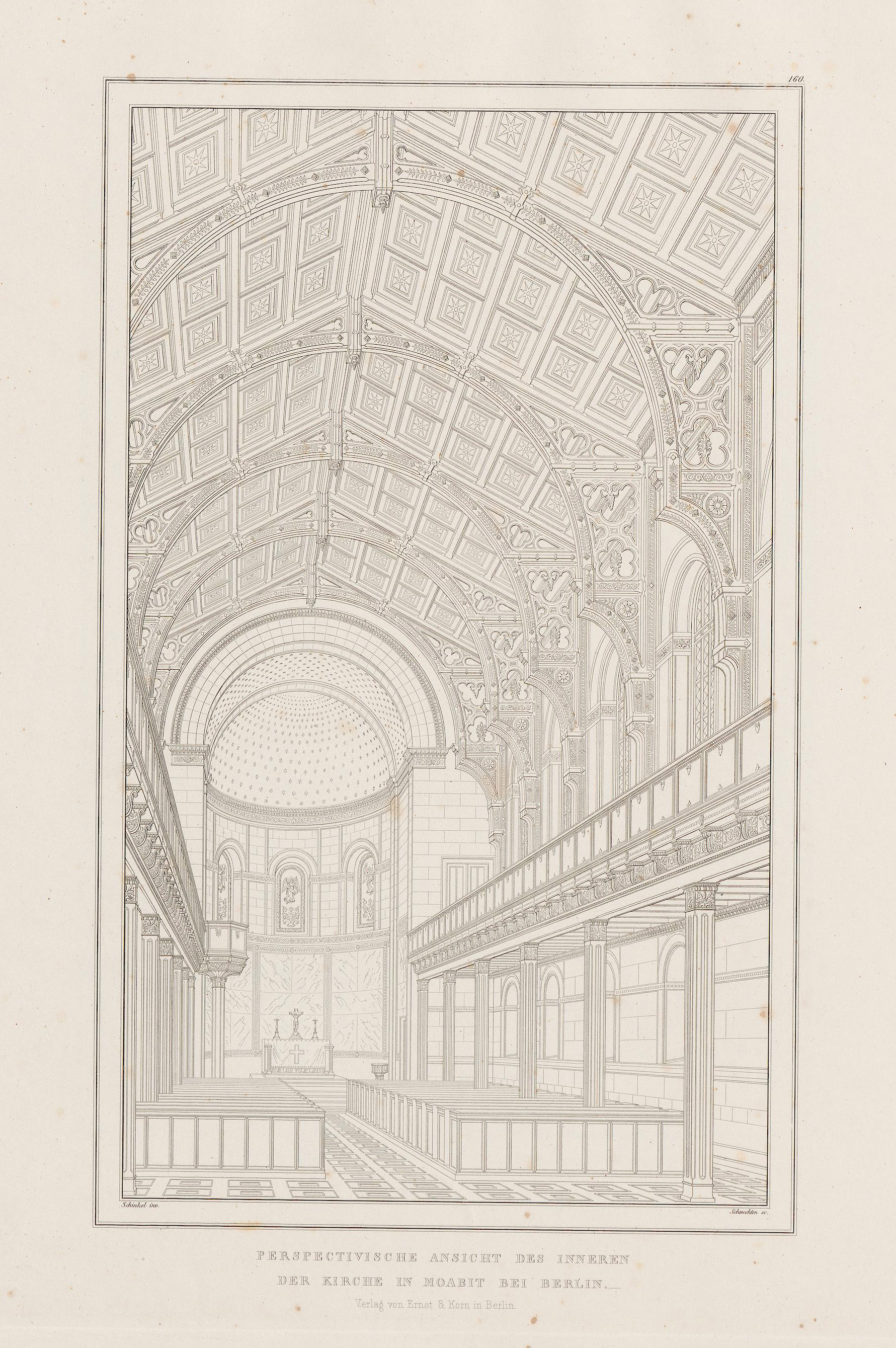
Innenansicht zum Altar hin; Zeichnung von Schinkel

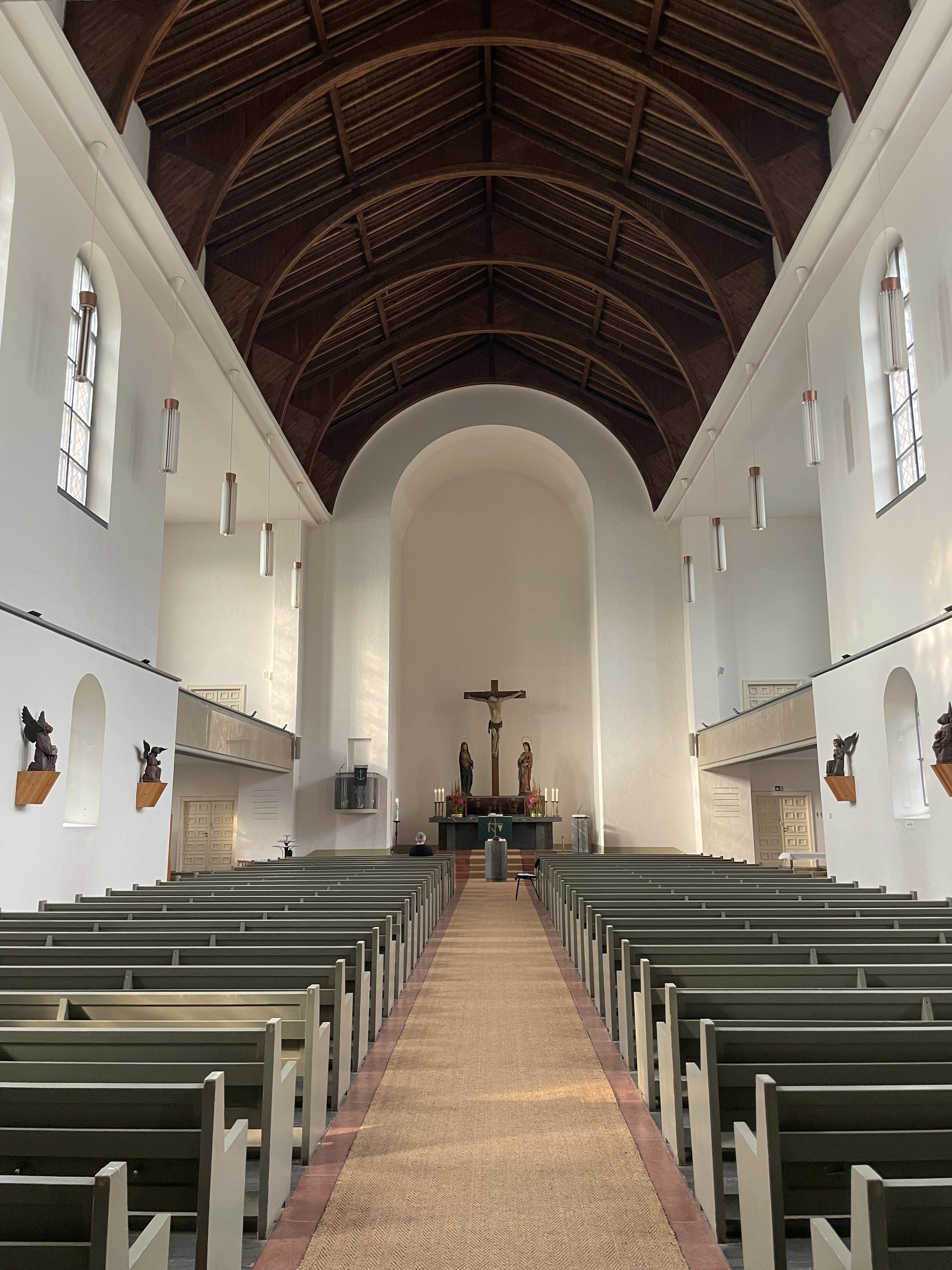
Innenraum St. Johannis Berlin Alt-Moabit (2024)

Der Chorraum wird durch eine Halbrundapsis in Kirchenschiffbreite gegliedert.
Vom Triumphbogen bis zur südlichen Giebelwand erstreckt sich eine u-förmige Empore, die an den Längsseiten auf je sechs Pfeilern ruht. Auf der mittleren schmalen Empore befindet sich die Orgel. Dahinter ist die bunte Fensterrose zui sehen.
Der Gottesdienstsaal wird durch Gurtbögen gegen eine pultförmige kassettierte Decke abgestützt.

## Orgel

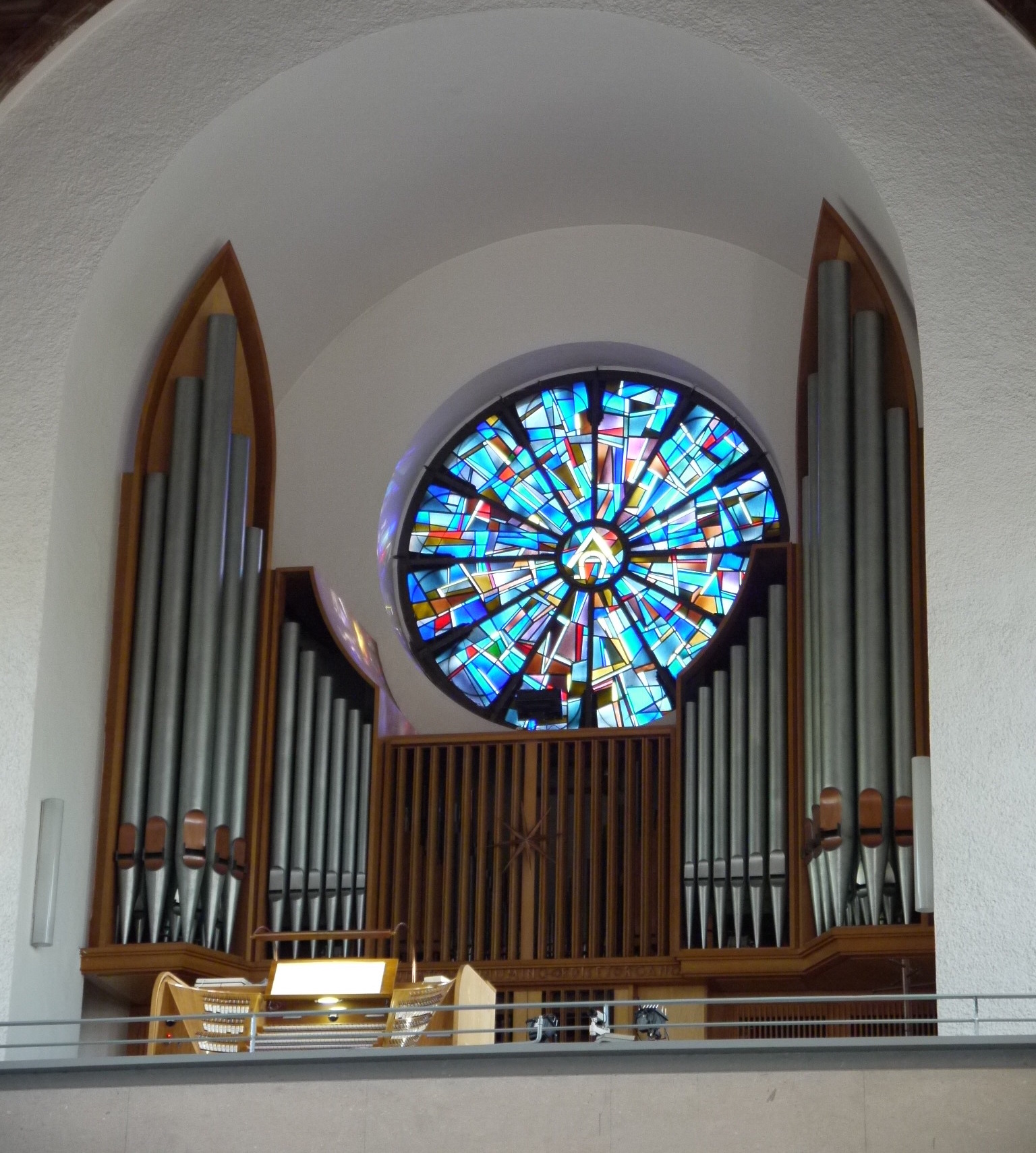
Schuke-Orgel

Die Kirche erhielt bereits 1835 eine kleine Orgel mit elf Registern und zwei Manualen von Carl August Buchholz. Im Zuge der Erweiterung der Kirche lieferte die Firma E. F. Walcker & Cie. 1896 eine neue Orgel mit 34 Registern. Diese Orgel wurde 1943 zerstört.
Die heutige Orgel der Kirche entstand 1959 in der Werkstatt von Karl Schuke. Sie besitzt 36 Register auf drei Manualen und Pedal. Ein viertes Manual wurde als Rückpositiv geplant, jedoch nicht ausgeführt.
| I = IV Brustwerk (schwellbar) C–g3 |            |    |
| 1.                                 | Barem      | 8′ |
| 2.                                 | Blockflöte | 4′ |
| 3.                                 | Prinzipal  | 2′ |
| 4.                                 | Rohrpfeife | 2′ |
| 5.                                 | Nachthorn  | 1′ |
| 6.                                 | Terzian II |    |
| 7.                                 | Cymbel III |    |
| 8.                                 | Vox Humana | 8′ |
|                                    | Tremulant  |    |

| II Hauptwerk C–g3 |                |        |
| 9.                | Rohrflöte      | 16′    |
| 10.               | Principal      | 08′    |
| 11.               | Spitzgambe     | 08′    |
| 12.               | Oktave         | 04′    |
| 13.               | Spillflöte     | 04′    |
| 14.               | Hohlquinte     | 02 ⁄3′ |
| 15.               | Superoktave    | 02′    |
| 16.               | Mixtur VI-VIII | 02′    |
| 17.               | Trompete       | 08′    |

| III Schwellwerk C–g3 |                      |        |
| 18.                  | Nachthorn            | 08′    |
| 19.                  | Weidenpfeife         | 08′    |
| 20.                  | Singgend Principal   | 04′    |
| 21.                  | Dolkan               | 04′    |
| 22.                  | Kleingedackt         | 02′    |
| 23.                  | Sifflöte             | 01 ⁄3′ |
| 24.                  | Hölzern Gelächter II |        |
| 25.                  | Krummhorn            | 16′    |
| 26.                  | Franz. Oboe          | 08′    |
| 27.                  | Clarine              | 04′    |
|                      | Tremulant            |        |

| Pedal C–f1 |              |     |
| 28.        | Prinzipal    | 16′ |
| 29.        | Untersatz    | 16′ |
| 30.        | Oktave       | 08′ |
| 31.        | Koppelflöte  | 08′ |
| 32.        | Hohlflöte    | 04′ |
| 33.        | Rohrpfeife   | 02′ |
| 34.        | Mixtur V     |     |
| 35.        | Posaune      | 16′ |
| 36.        | Kopftrompete | 04′ |

- Koppeln: (IV/I), IV/II, IV/III, (I/II), III/II, I/P, II/P, III/P, IV/P
- Spielhilfen: 4–6 freie Kombinationen, Walze, Cymbelstern

## Glocken
| Nr. | Material  | Schlagton | Gussjahr | Gießerei                | Gewicht | Durchmesser | Höhe   | Inschrift |
| --- | --------- | --------- | -------- | ----------------------- | ------- | ----------- | ------ | --- |
| 1   | Bronze    | b'        | 1906     | Heinrich Kurtz          | 0590 kg | 083 cm      | 070 cm | SIEHE, DAS IST GOTTES LAMM, / DAS DER WELT SÜNDEN TRÄGT. JOH. 1,29 / GEGOSSEN VON HEINRICH KURTZ IN STUTTGART 1906. |
| 2   | Gussstahl | g'        | 1957     | Petit & Gebr. Edelbrock | 0670 kg | 103 cm      | 088 cm | BIST DU DER DA KOMMEN SOLL / ODER SOLLEN WIR EINES ANDEREN WARTEN. / 1957.                                          |
| 3   | Gussstahl | dis'      | 1957     | Petit & Gebr. Edelbrock | 1450 kg | 133 cm      | 112 cm | ES IST EINE STIMME EINES PREDIGERS IN DER WÜSTE + / BEREITET DEM HERRN DEN EG + / 1957.                             |